# 김혜린 (컬링 선수)
김혜린(1999년 11월 9일~)은 대한민국의 컬링 선수이다.